# Zbylut (Góry Opawskie)
Zbylut (niem. Stähler Berg) – wzniesienie o wysokości 353 m n.p.m. w polskiej części Gór Opawskich w Sudetach Wschodnich.

## Charakterystyka
Wzniesienie położone na obszarze Parku Krajobrazowego Gór Opawskich w północno środkowej części Gór Opawskich zwanej Lasem Prudnickim, na północnej ich krawędzi,  około 4,8 km na południowy zachód od centrum miejscowości Prudnik.
Niewielkie kopulaste wzniesienie Gór Opawskich we wschodniej części Lasu Prudnickiego między Świętą Górą po północnej stronie a Sępikiem po południowej stronie oddzielone od nich niewielkimi obniżeniami. Wznosi się w środkowym odcinku bocznego grzbietu odchodzącego od Okopowej w kierunku południowym. Wzniesienie charakteryzuje się regularną rzeźbą i ukształtowaniem oraz dość stromymi zboczami i mało wyrazistym, płaskim szczytem. Wzgórze wyraźnie wydzielają wykształcone doliny Trzebinki i jej bezimiennych dopływów. Wzniesienie zbudowane z skał osadowych pochodzenia morskiego, głównie piaskowców, szarogłazów. Zbocza wzniesienia pokrywa niewielka warstwa młodszych osadów z okresu zlodowaceń plejstoceńskich. Cała powierzchnia wzniesienia łącznie z partią szczytową porośnięta jest lasem. Północno-zachodnim zboczem na szczyt prowadzi leśna ścieżka. U północno-zachodniego podnóża wzniesienia, położona jest mała miejscowość Dębowiec. Położenie wzniesienia oraz kształt czynią wzniesienie rozpoznawalnym w terenie.

## Inne
- Okolice wzniesienia są jednym z mniej znanych miejsc w Górach Opawskich.
- Nazwa góry pochodzi od wiszącego w przeszłości na szczycie świętegoobrazka lub krzyża.
- Wschodnim podnóżem wzniesienia przechodziła historyczna granica między lasem, który był własnością Prudnika, a lasem trzebińskim.
- Północne zbocze wzniesienia pocięte jest licznymi wyrobiskami kamieniołomów.
- Grzbietem wzgórza  przez szczyt równoleżnikowo biegnie długi okop z okresu II wojny światowej ze stanowiskami strzeleckimi skierowanymi na południe z usypanymi wałami ochronnymi W przeszłości w okopach znajdowano militaria i przedmioty obu walczących wojsk – niemieckich i radzieckich. Prawdopodobnie okop jest jednym z najdłuższych w Górach Opawskich[3].
- Na wschodnim zboczu między kamienną drogą Dębowiec – Trzebina a szczytem wzniesienia znajduje się duży kamieniołom z wysokimi ścianami skalnymi. Według mapy z końca XIX w. był to najważniejszy kamieniołom w trzebińskiej części Lasu Prudnickiego[3].

## Turystyka
W pobliżu szczytu wzniesienia przechodzi szlaki turystyczne
- – Szlak Historyczny Lasu Królewskiego Miasta Prudnika.